# ألفريدو إي. إيفانغليستا
ألفريدو إي. إيفانغليستا هو عالم آثار وعالم إنسان فلبيني، ولد في 1926، وتوفي في 18 أكتوبر 2008.